# Смирновский (Пензенская область)
Смирновский — посёлок в Башмаковском районе Пензенской области России. Входил в состав Сосновского сельсовета. С 15 мая 2019 года в составе Знаменского сельсовета.

## География
Расположен в 2 км к северо-западу от центра сельсовета села Сосновка, на реке Ушинка.

## Население
| 2010 |
| ---- |
| 0    |

## История
Основан в начале 1920-х годов. В середине 1950-х посёлок бригада колхоза имени Маленкова.